# Edmund Gosse
Edmund William Gosse (21 de septiembre de 1849 - 16 de mayo de 1928) fue un poeta y crítico inglés. Era hijo de Philip Henry Gosse y Emily Bowes.

## Carrera
Gosse trabajó como bibliotecario asistente en el Museo Británico junto al compositor en Theo Marzials. En 1875, empezó a trabajar como traductor en la Board of Trade, un puesto que mantuvo hasta 1904. Entre 1904 y 1914, fue el bibliotecario principal de la House of Lords Library. Mientras tanto, publicó su primer poemario, On Viol and Flute (1873), y un trabajo de criticismo literario, Studies in the Literature of Northern Europe (1879). Gosse conoció a Robert Louis Stevenson cuando ambos eran adolescentes y Stevenson visitó Londres, quedándose con Gosse y su familia. Así mismo, Gosse también mantuvo relaciones con los prerrafaelistas y con Thomas Hardy, Alfred Tennyson y Algernon Charles Swinburne.
Durante los años 1880, se convirtió en uno de los críticos de escultura más reconocidos, escribiendo principalmente para la revista Saturday Review. Gosse también fue uno de los primeros en escribir sobre la historia del renacimiento de la escultura victoriana y acuñó el término New Sculpture para referirse al movimiento.

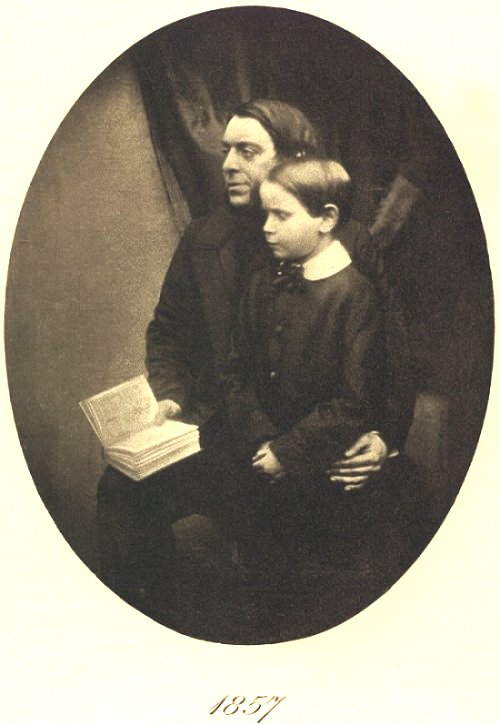
Edmund Gosse en 1857 junto a su padre Philip Henry Gosse.

Entre 1884 y 1890, Gosse enseñó literatura inglesa en el Trinity College (Cambridge), a pesar de no poseer ningún título académico. Sin embargo, la Universidad de Cambridge le otorgó una maestría honoraria en 1886. También escribió para The Sunday Times y fue un experto en Thomas Gray, William Congreve, John Donne, Jeremy Taylor y Coventry Patmore. Además, se le considera responsable por introducir el trabajo de Henrik Ibsen al público británico.
Su libro más famoso es su autobiografía Father and Son (1907), el cual relata la relación problemática entre el autor y su padre. Durante sus últimos años, Gosse influyó al futuro poeta Siegfried Sassoon, el sobrino de su amigo Hamo Thornycroft.

## Obras

### Poesía
- Hypolympia (1901)
- Collected Poems  (1896)
- In Russet and Silver (1894)
- Firdausi in Exile (1885)
- New Poems (1879)
- King Erik (1876)
- On Viol and Flute (1873)
- Madrigals, Songs, and Sonnets (1870, junto a John Arthur Blaikie)

### Crítica
- French Profiles (1905)
- Life of Sir Thomas Browne (1905)
- Jeremy Taylor (1904)
- Illustrated Record of English Literature (volúmenes 3 y 4)
- Life and Letters of Dr John Donne, Dean of St Paul's (1899)
- The Jacobean Poets (1894)
- History of Modern English Literature (1897)
- A History of Eighteenth Century Literature (1889)
- Life of William Congreve (1888)
- Life of Thomas Gray (1884, cuatro volúmenes)
- Seventeenth Century Studies (1883)
- English Odes (1881)

### Autobiografía
- Father and Son (1907)